# 荻野明彦
荻野 明彦（おぎの あきひこ、1966年1月28日 - ）は、日本の実業家。大和証券グループ本社社長と傘下の大和証券社長を兼任。静岡県出身。

## 来歴
静岡県立浜松西高等学校を経て、1989年早稲田大学理工学部卒、同年大和証券入社。

大和証券グループ経営企画部長等を歴任し、2014年執行役員、2020年取締役専務執行役、2022年に同執行役副社長に就任。2024年7月より現職。

前任の中田誠司からは「私（中田）より胆力がある」と評され、証券業の強化と同時に証券業以外の業務を伸ばす「ハイブリッド戦略」を中田と共に推進した。